# Ahaetulla fronticincta
Ahaetulla fronticincta is een slang uit de familie toornslangachtigen (Colubridae) en de onderfamilie Ahaetuliinae.

## Naam en indeling
De wetenschappelijke naam van de soort werd voor het eerst voorgesteld door Johann Gottlob Schneider in 1801. Oorspronkelijk werd de wetenschappelijke naam Dryophis fronticinctus gebruikt.

## Uiterlijke kenmerken
Ahaetulla fronticincta heeft net als zijn geslachtsgenoten een groene tot bruine kleur en een zeer langwerpig en smal lichaam waarvan een relatief lang deel bestaat uit de staart. De buikzijde is lichter tot wit van kleur. De kop is pijl-vormig en eindigt spits, boven het oog zit een duidelijke rand naar het neusgat die geel van kleur is. De schubben zijn relatief groot en glad, de slang imiteert de uitschieters van de klimplanten waartussen hij leeft, en is er moeilijk van te onderscheiden.

## Leefwijze
De slang is overdag actief, en klimt in planten die boven het water hangen. Ahaetulla fronticincta is een bijzondere soort; het is een boombewoner die dankzij de aangepaste kop en ogen beschikt over binoculair zicht. Hierdoor worden relatief snelle prooien gegrepen als kleine zoogdieren, kikkers en hagedissen.

## Verspreiding en habitat
Ahaetulla fronticincta komt voor in delen van zuidelijk Azië en leeft endemisch in Myanmar, het voormalige Birma. Eerder werd gedacht dat de slang ook in India voorkwam, maar dit bleek onjuist. De habitat bestaat uit vochtige tropische en subtropische laaglandbossen en tropische en subtropische mangroven.

## Beschermingsstatus
Door de internationale natuurbeschermingsorganisatie IUCN is de beschermingsstatus 'veilig' toegewezen (Least Concern of LC).

## Afbeeldingen

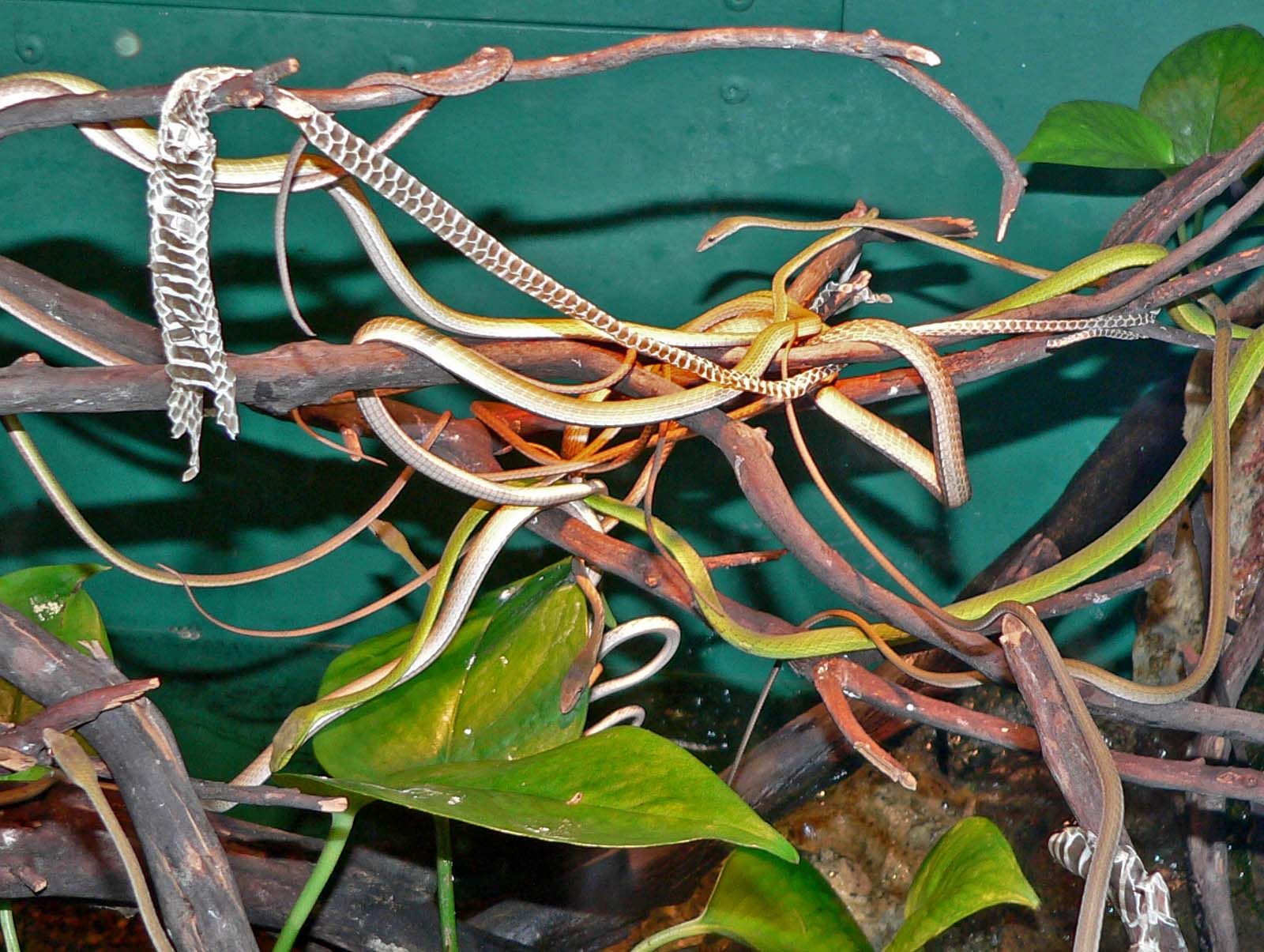
Vervellende exemplaren in een terrarium
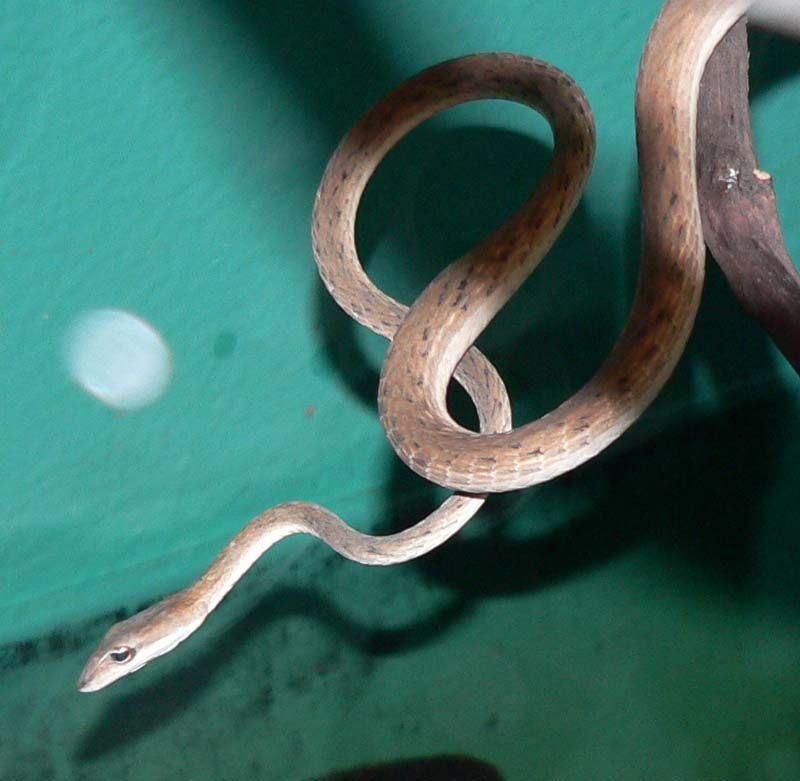
Bruin exemplaar
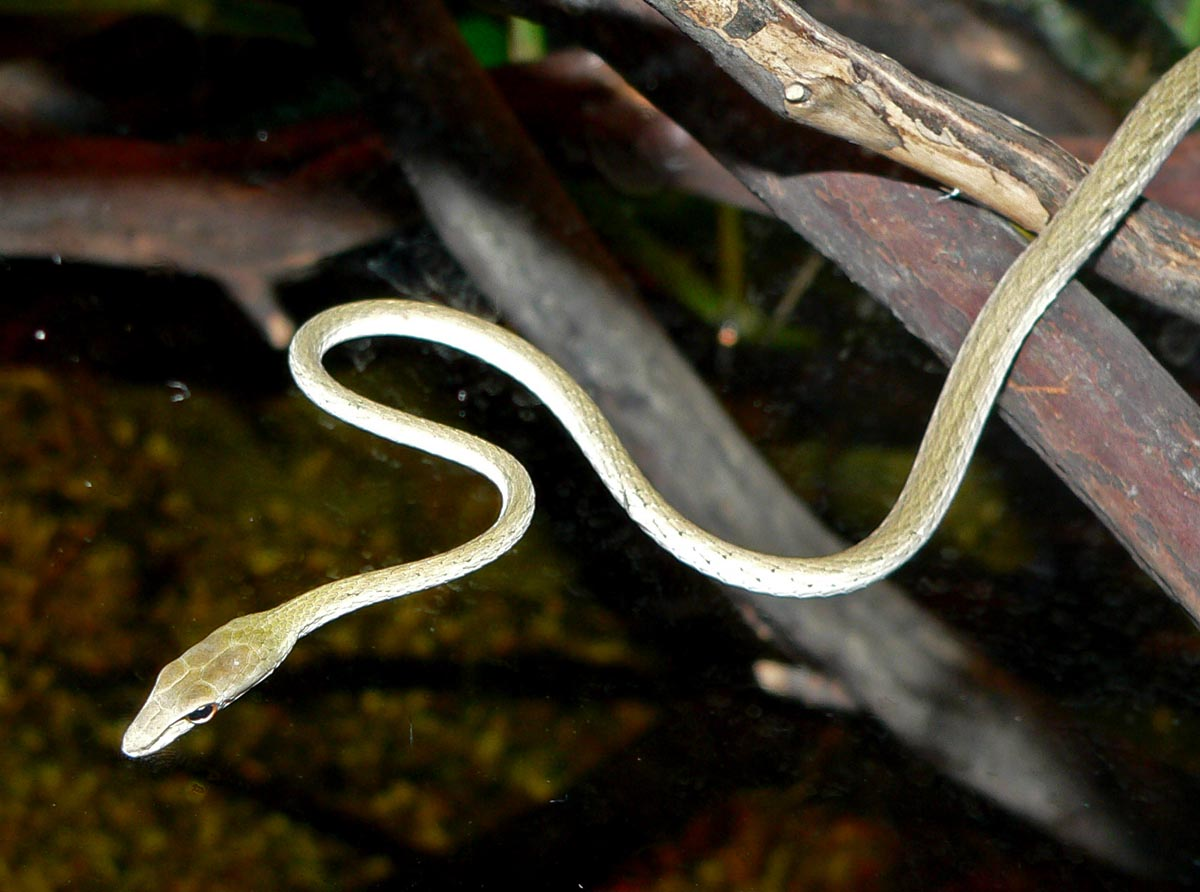
Groen exemplaar
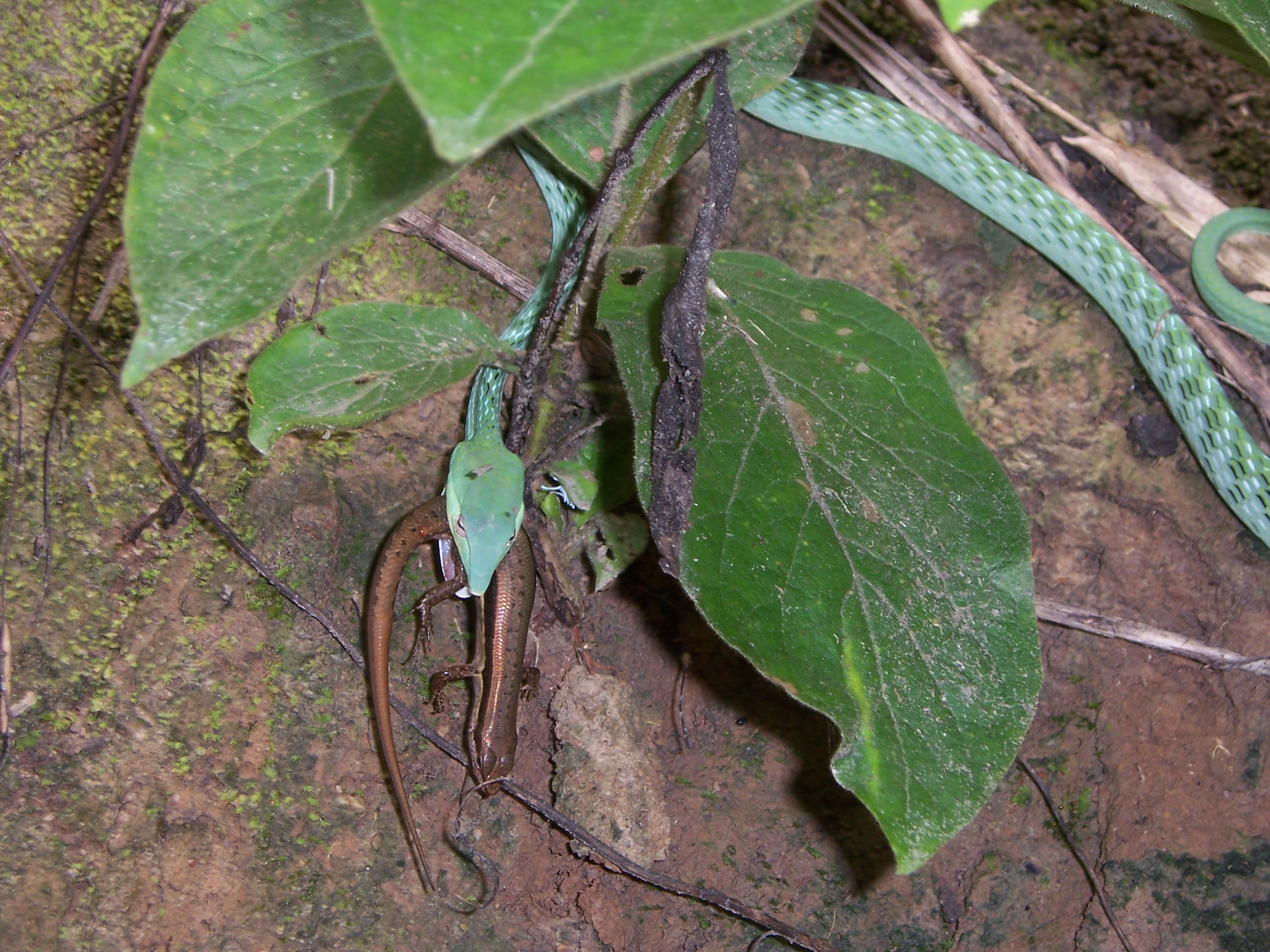
Onbekende Ahaetulla - soort heeft een skink te pakken